# 汶水溪
汶水溪（泰雅語：Llyung Marinah；客家語臺灣話四縣腔：Vunˇ suiˋ haiˊ），位於台灣苗栗縣，是中央管河川後龍溪主流上游，流域跨越泰安鄉、獅潭鄉、大湖鄉及三個鄉。
該溪發源於泰安鄉梅園村標高2,618公尺的鹿場大山西南山谷，先向西南西流，匯集源自東洗水山的支流東洗水溪後轉向西，流經上島、虎山、八卦力後，於八卦口地區轉向西南，以開口朝北的半圓弧形流經清安（泰安鄉公所所在地）、砲石，於汶水與來自南方的大湖溪匯合後，改稱後龍溪。
汶水溪由八卦口至清安段為泰安鄉、獅潭鄉的界河，清安至汶水段為獅潭鄉、大湖鄉的界河。

## 水系主要河川
以下由下游至源頭列出水系主要河川，其中粗體字為主流河道。
- 汶水溪：獅潭鄉、大湖鄉、泰安鄉
  - 八卦力溪：泰安鄉
  - 打比厝溪：泰安鄉
  - 馬凹溪：泰安鄉
  - 東洗水溪：泰安鄉

## 主要橋樑
以下由河口至源頭列出主流上之主要橋樑：
- 汶水橋（省道台6線）
- 汶水新橋（省道台3線）
- 錦卦大橋
- 八卦吊橋
- 虎山吊橋
- 虎山橋（鄉道苗62線）
- 泰安橋（鄉道苗62線）
- 水雲吊橋

## 主要道路
- 鄉道苗62線：由汶水（起點，省道台3線岔路口）沿汶水溪河谷上溯，經清安、虎山至泰安溫泉（終點）。

## 周邊景點
- 雪霸國家公園汶水行政中心
- 虎山溫泉
- 上島溫泉